# Solitaire (Namibië)
Solitaire is een rustplaats nabij de dunbevolkte gebieden van het nationaal park Namib-Naukluft in het zuidwesten van Namibië. Het dorp heeft minder dan honderd inwoners. Jarenlang vormde Solitaire het enige tankstation tussen de duinen van de Sossusvlei en de hoofdweg naar de Namibische hoofdstad Windhoek. Het vormt nog altijd het enige benzinestation tussen de Sossusvlei en de kust bij Walvisbaai. Bij het benzinestation bevindt zich een kleine winkel en restaurant, waarbij zich sinds kort ook een motel bevindt. Dit motel werd neergezet in verband met de grote aantrekkingskracht die de plaats plotseling kreeg bij vakantiegangers, nadat Solitaire werd opgenomen in de Lonely Planet.
Solitaire verkreeg bekendheid in Nederland door het boek Solitaire van Ton van der Lee, die zijn verblijf in de plaats beschrijft.

## Foto's

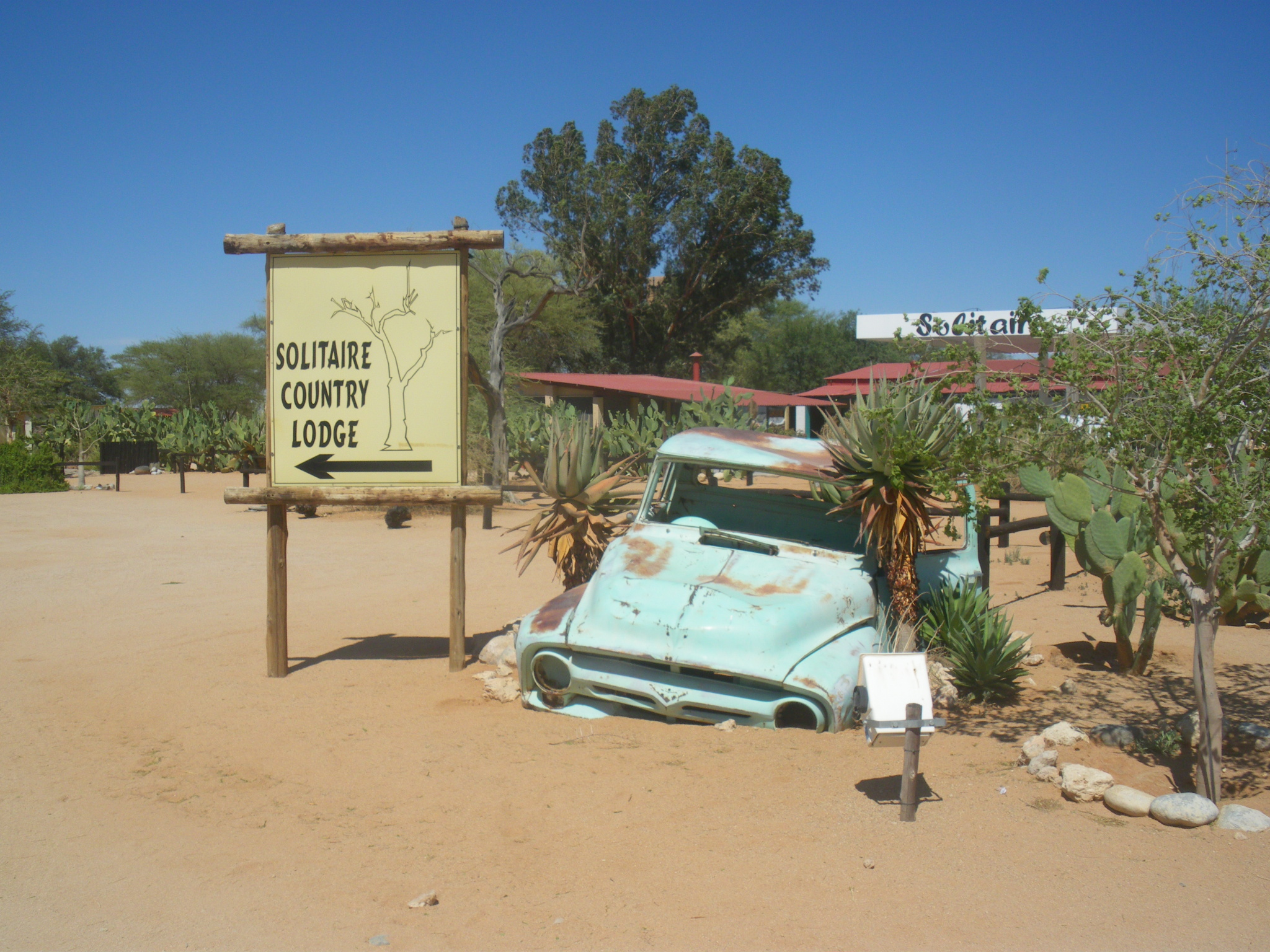
Solitaire
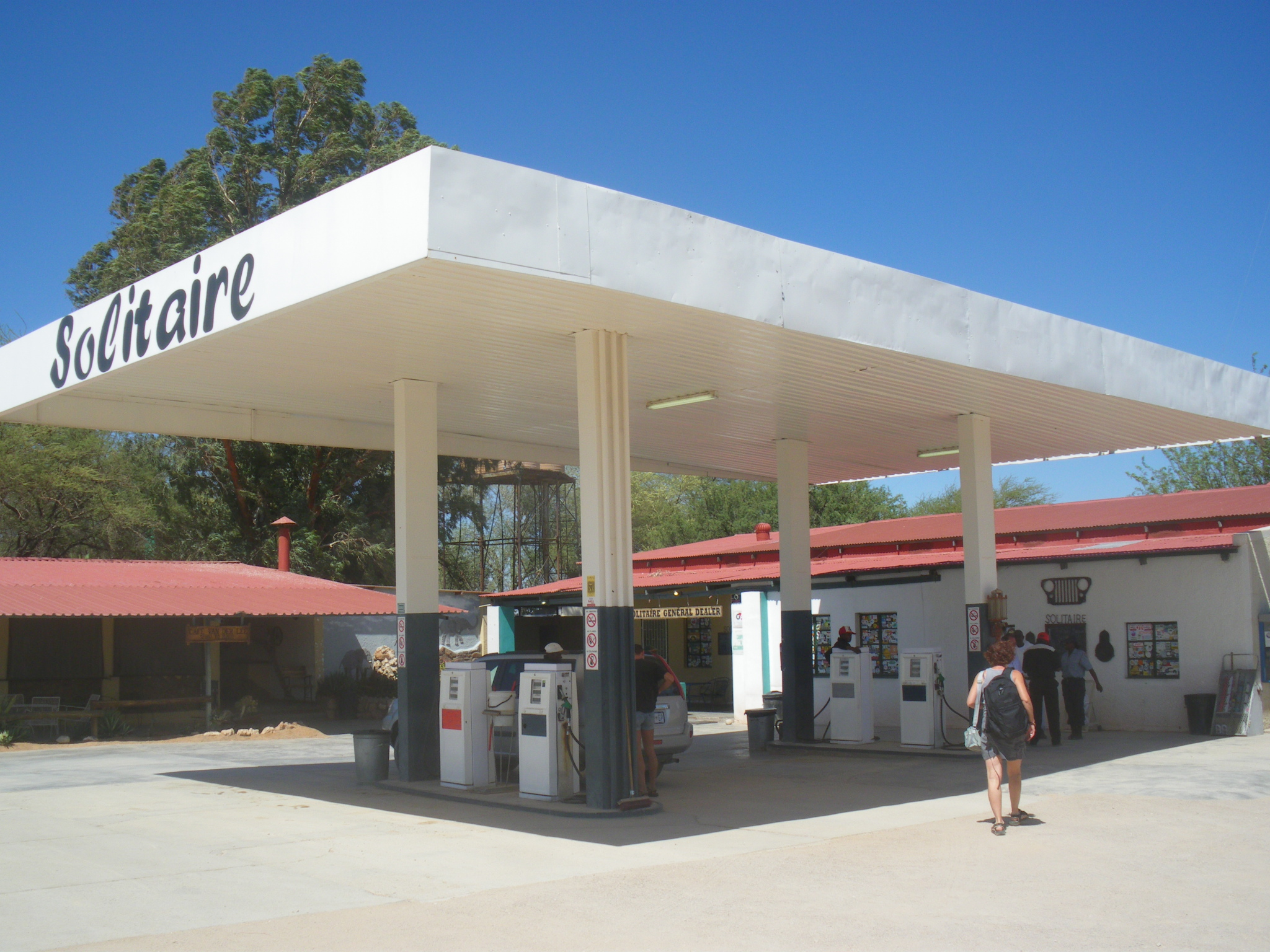
Benzinepomp
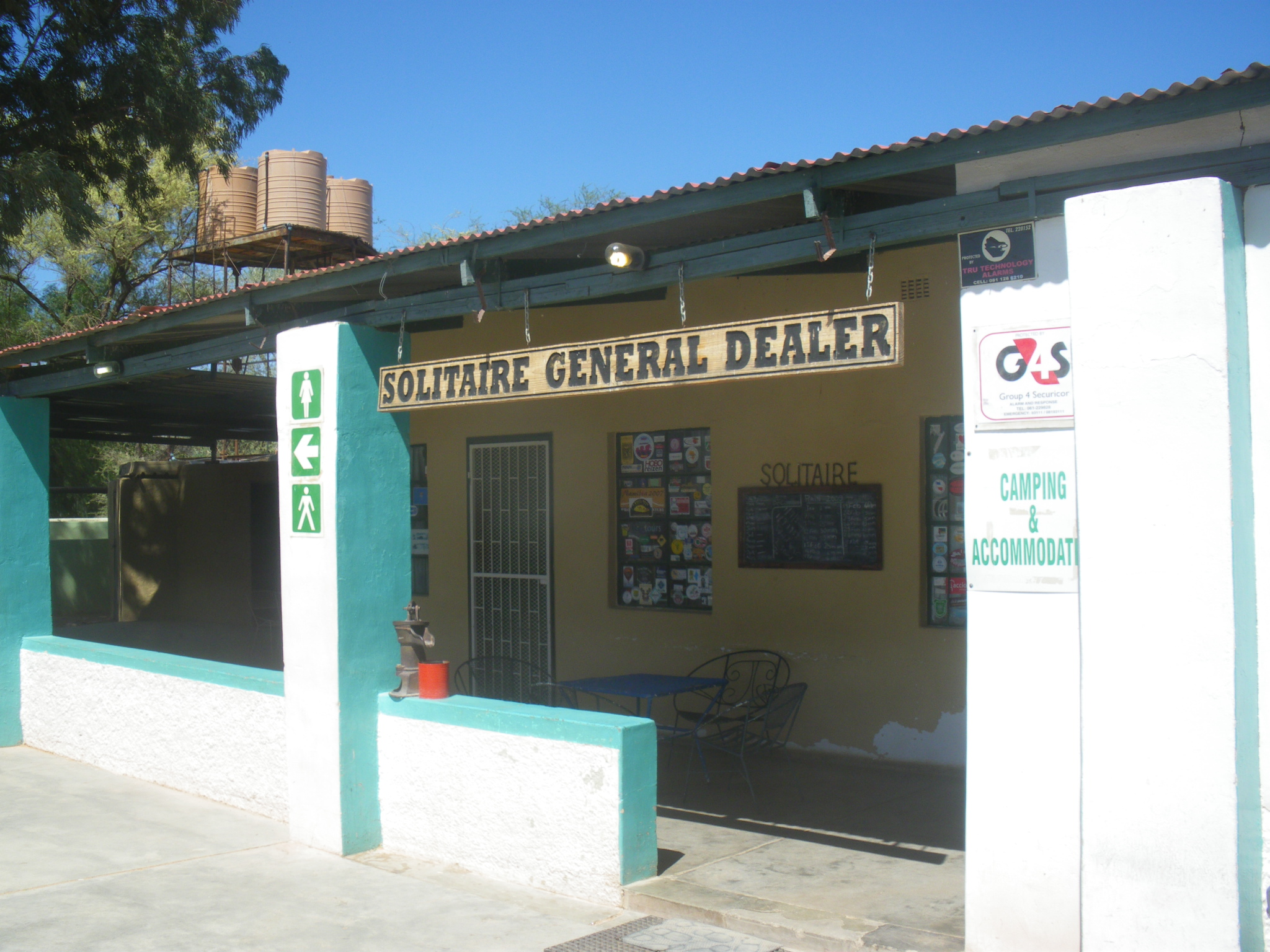
Winkel
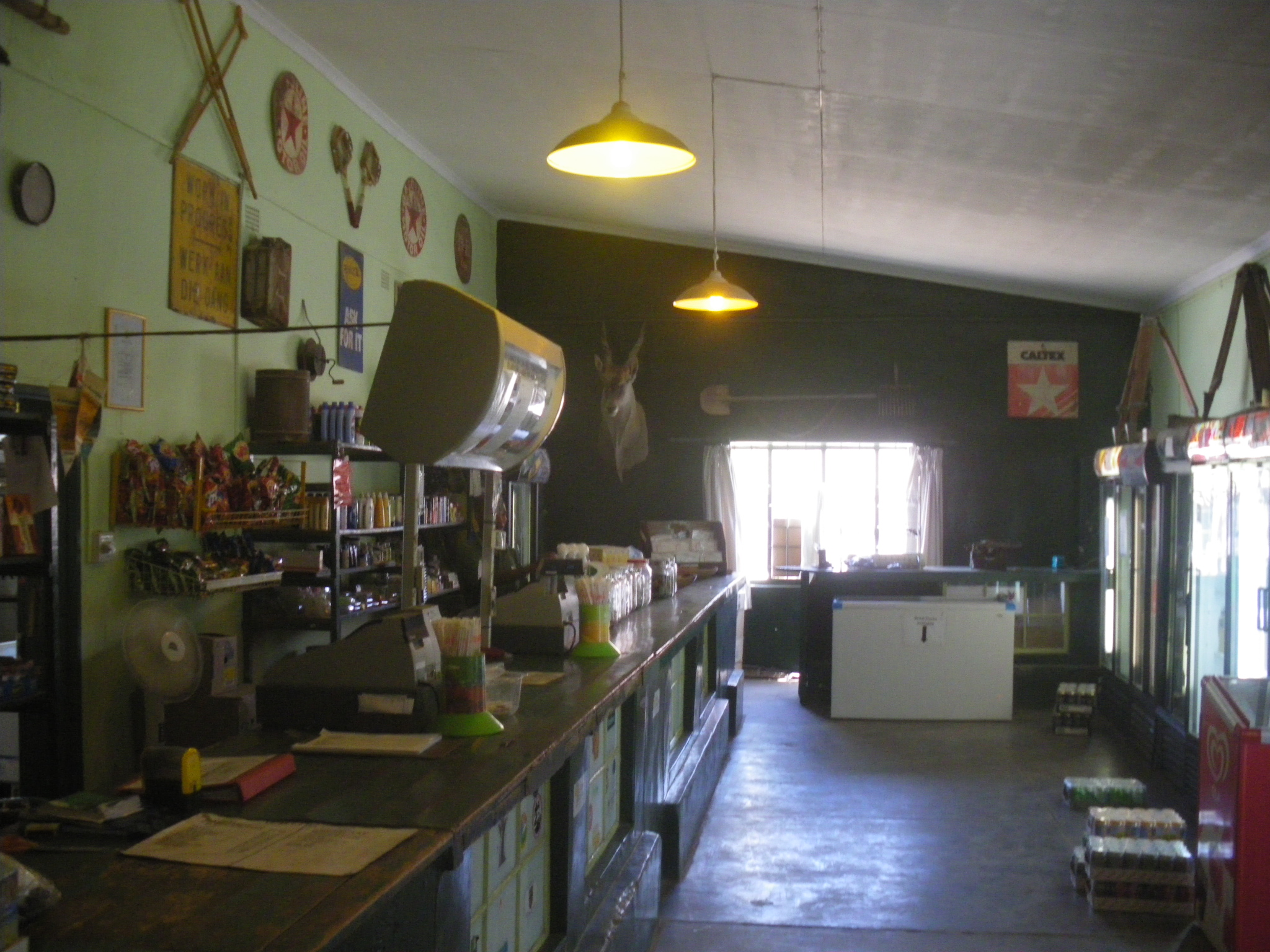
Winkel
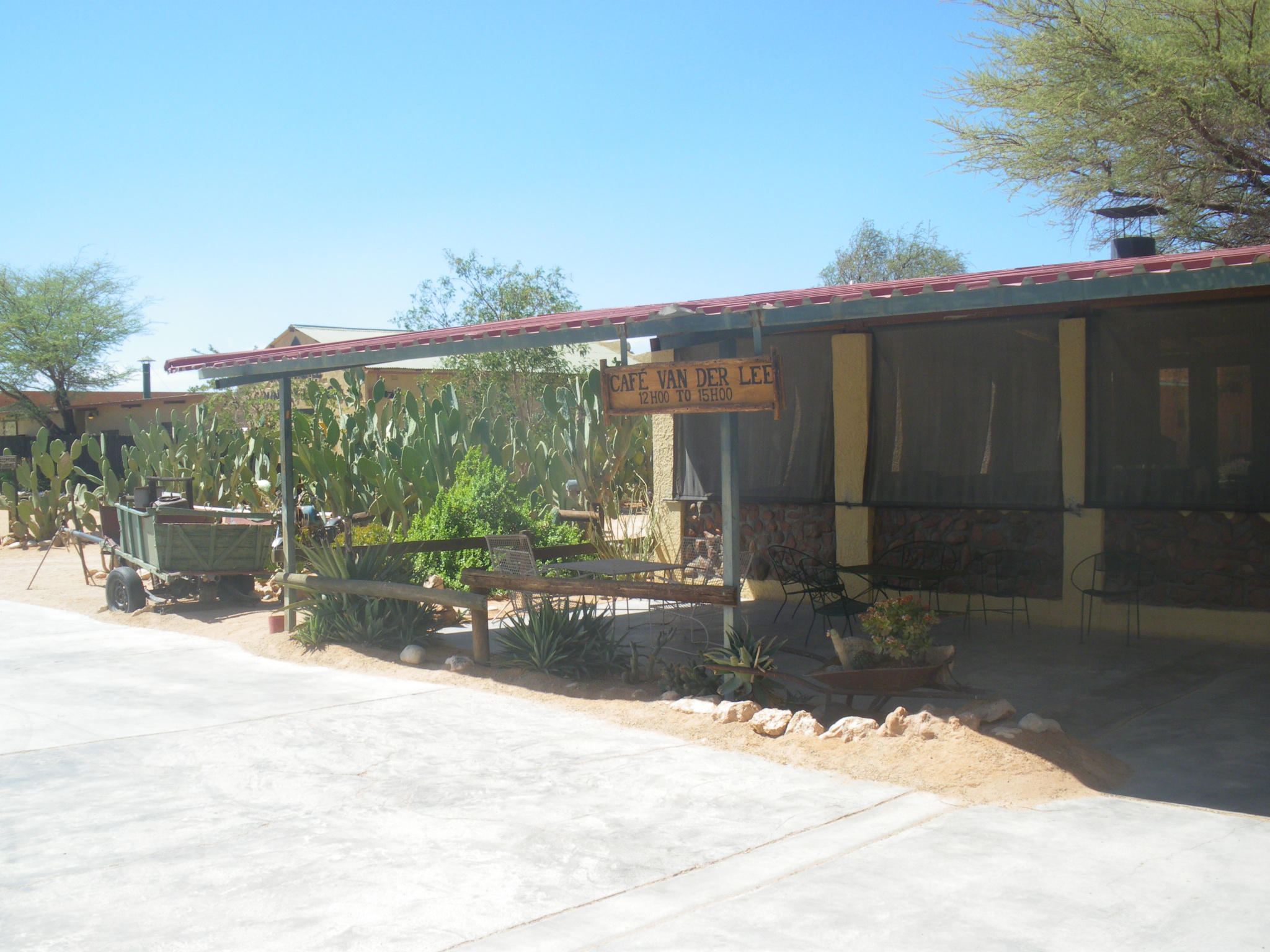
Café en restaurant

## Publicatie
- Ton van der Lee: Solitaire. Een thuis in de Namibische woestijn. Amsterdam, Prometheus, 2001. ISBN 9053339922